# Иакинф (Кузнецов)
Архимандри́т Иаки́нф (в миру Ива́н Ко́нонович Кузнецо́в; 1862, дер. Паозерье, Санкт-Петербургская губерния — 16 января 1927, Афон, Греция) — архимандрит Константинопольской православной церкви; с 1909 года — настоятель Пантелеимонова монастыря на Афоне.

## Биография
Родился в 1862 году в деревне Паозерье Ложголовской волости Гдовского уезда в семье крестьян Конона и Агафьи.
Начальной грамоте обучался в церковно-приходской школе, а позднее поступил на службу в продовольственный магазин в Гатчине.
В 1888 году, по благословению Иоанна Кронштадтского, приехал на Святую Гору Афон, где поступил писарем в Пантелеимонов монастырь.
8 апреля 1889 года был пострижен в рясофор с именем Иоанн. 29 мая 1890 года пострижен в мантию с наречением имени Иакинф и направлен для исполнения послушания при монастырской часовне в Москве.
В 1895 году вернулся на Афон, где 12 октября 1896 года был рукоположён в сан иеродиакона, а 16 декабря 1899 года — в сан иеромонаха.
31 мая 1909 года по жребию был избран в качестве наместника и преемника игумена Мисаила (Сопегина).
15 июля 1909 года награждён Крестом и набедренником.
В 1910 и 1913 годах ездил в Россию для проверки подворий обители.
7 декабря 1912 года указом Его Императорского Величества, Святейшим Правительствующим Синодом награждён наперсным Крестом за труды по доставке розового и оливкового масла для нужд Мироварения.
14 октября 1913 года награждён золотым наперсным Крестом, Патриархом Константинопольским Германом, по случаю избавления Афона от еретического учения имябожников.
В мае 1916 года был награждён орденом Святой Анны II степени за усердный труд на нужды фронта.
Преставился 16 января 1927 года.